# Découvertes Gallimard
«Découvertes Gallimard» (francés: /dekuvɛʁt ɡalimaːʁ/, tdl. ‘Descubrimientos Gallimard’; en España: «Aguilar Universal», «Biblioteca de bolsillo CLAVES» y «Biblioteca ilustrada»; en Hispanoamérica: «Biblioteca de bolsillo CLAVES») es una colección enciclopédica publicada por la editorial parisina Éditions Gallimard desde 1986, se compone de libros de bolsillo profusamente ilustrados que tienen entre 96 y 224 páginas. El primer volumen, À la recherche de l’Égypte oubliée (edición en español: Egipto, tras las huellas de los faraones), escrito por el egiptólogo francés Jean Vercoutter, apareció el 21 de noviembre de 1986. A finales de 2012, la colección contaba con 588 libros.
A partir de 1989, la colección entró en circulación en España a través de la editorial madrileña Aguilar, S. A. de Ediciones, bajo el título «Aguilar Universal». En Hispanoamérica, es conocida como «Biblioteca de bolsillo CLAVES», editada por la editorial barcelonesa Ediciones B desde 1997.

## Visión general
Creada al estilo del livre d'art por Pierre Marchand, la colección se basa en una abundante documentación iconográfica y una forma de dialogar entre la iconografía documental y el texto, enriquecida por la impresión sobre papel cuché. Se utiliza el formato A6 (125 × 178 mm), con ilustraciones a color extraídas de las fuentes culturales e históricas. Cada libro se compone de una monografía y un conjunto de «testimonios y documentos», y toda la colección abarca todas las áreas del conocimiento y la experiencia humana, incluyendo arqueología, arte, biografía, ciencia, civilización, cultura, estética, geología, historia, música, religión, etcétera, con las contribuciones de 502 especialistas, las líneas de tiempo y la perspectiva histórica se utilizan con frecuencia para describir un tema.
Las leyendas que acompañan a las ilustraciones deben ser de carácter informativo, no deben duplicar el cuerpo del texto, ni tampoco interrumpen el hilo narrativo. Los investigadores y académicos deben cumplir con las limitaciones de una colección convencional. Aparte de la capacidad de análisis obvias, se les pide a los autores que escriban texto de calidad y una sensibilidad a la ilustración. Un «Découvertes» no es un libro de autoría, el autor es solo uno de los múltiples hablantes. Bruno Blasselle, director de la biblioteca del Arsenal, autor de los dos volúmenes de Histoire du livre (n.º 321 y n.º 363), y coautor del n.º 88 La Bibliothèque nationale de France : Mémoire de l’avenir, explica su experiencia de trabajar con Gallimard: «Escribir un “Découvertes” para un autor es como ser atrapado, póngase en posición de estar obligado, supérese uno mismo en relación con su propia formulación de un tema.»
El diseño de cubierta es una de las especificidades. Las cubiertas antiguas son brillantes con fondo negro ilustradas en color, las cubiertas más nuevas son laminados mates, pero más coloridas, con diferentes códigos de color según el tema en cuestión. Se diferencia de otras publicaciones de referencia por su aspecto visual: una imagen al tamaño completo, con su poder de los elementos figurativos, también una imagen muy bien adaptada a la maquetación del diseño de la página, con una mini imagen relevante ilustrando el lomo. La identidad visual es fuerte, se puede reconocer fácilmente las ediciones internacionales de la colección. Sin embargo, hay algunas excepciones, por ejemplo, la editorial barcelonesa Ediciones B adoptó un diseño de cubierta completamente distinto para su colección «Biblioteca de bolsillo CLAVES».
Cada volumen tiene alrededor de 200 páginas con aproximadamente 120–200 ilustraciones impresas en cuatro, cinco, seis o siete colores, tanto mate como brillo, a veces incluso oro como en el título n.º 39 Richard Wagner : L’opéra de la fin du monde, el color oro metálico realza las ilustraciones de Carl Otto Czeschka que provienen del libro Die Nibelungen; y el color plata se ve en n.º 161 Sang pour sang : Le réveil des vampires (edición en español: El despertar de los vampiros). Cada libro se abre con 6–10 ilustraciones o fotografías a página completa (designadas como pré-générique – «pre-genérico»), que el director de Thames & Hudson, Jamie Camplin, lo llama un «tráiler influenciado por el cine». A veces los «tráileres» van acompañados de poemas o frases extraídas de las obras literarias, Alquimia, el secreto entre la ciencia y la filosofía, el volumen 8 de «Biblioteca de bolsillo CLAVES», comienza con miniaturas del Splendor Solis y textos de la Tabla de Esmeralda. Para el 96.º título Champollion : Un scribe pour l’Égypte, es una sucesión de reproducciones del manuscrito Gramática egipcia de Jean-François Champollion; en L’Europe des Celtes (n.º 158; edición en español: La Europa de los celtas), el lector es saludado por una serie de máscaras de bronce y caras canosas talladas en piedra.

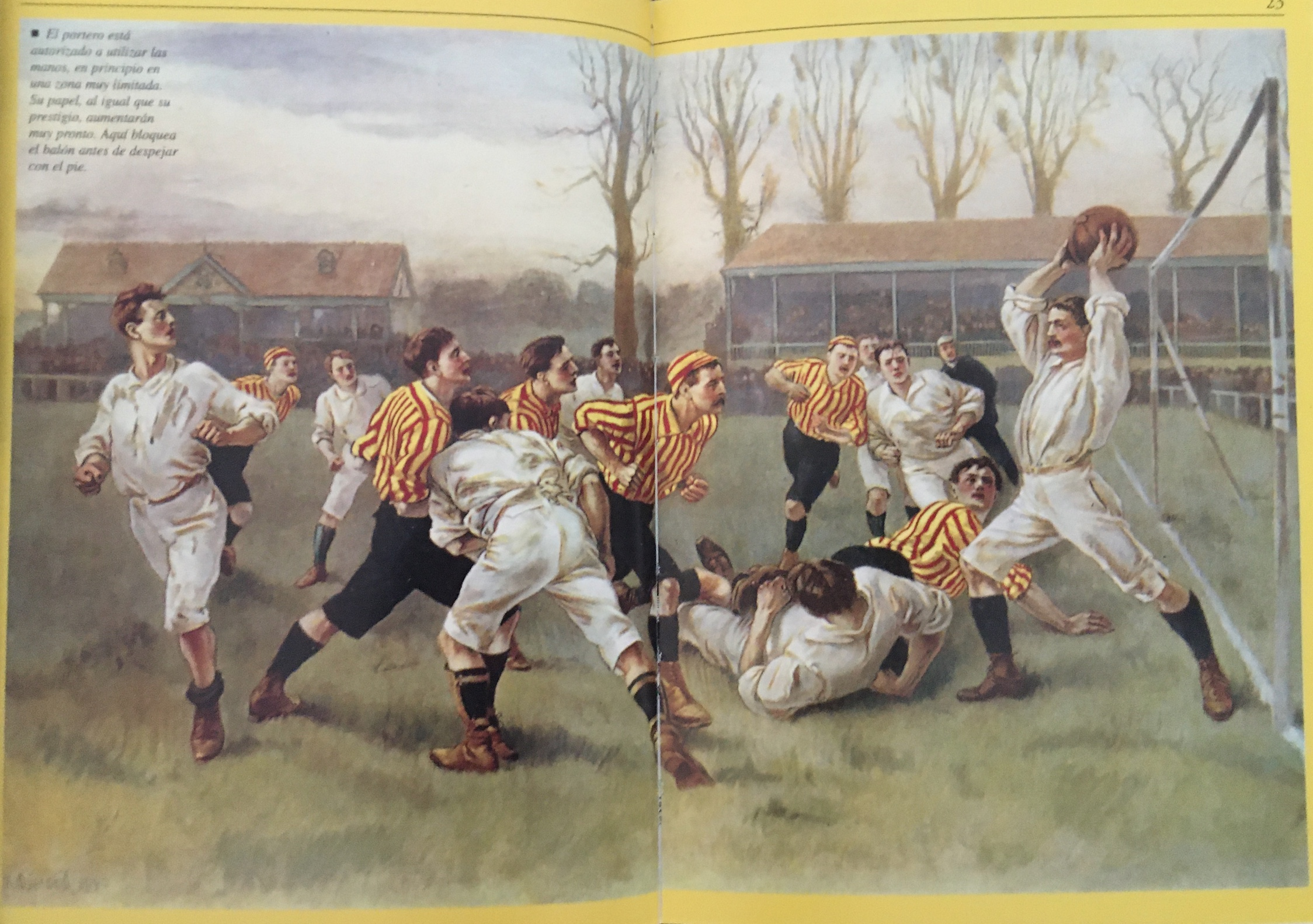
Doble página de una imagen, en Historia del fútbol, del juego al deporte, el n.º 5 de «Biblioteca de bolsillo CLAVES».

La novedad radica en la sutil orquestación del texto y la ilustración, donde sucesivas secuencias, inserciones y páginas desplegables se encuentran entre dos páginas. Según los temas, el cuerpo del texto (designado como «corpus» en francés) está estructurado en tres a ocho capítulos. Cada capítulo se construye según métodos periodísticos, con una entradilla y encabezados. El «corpus» está rítmico por dobles páginas de imágenes, conocido como inserciones, tipo de paradas por las imágenes. En La peur du loup (n.º 124; lit. «El miedo al lobo»), por ejemplo, dos dobles páginas de reproducciones de los grabados de Gustave Doré para ilustrar Caperucita Roja. Estos libros se benefician mucho de las técnicas periodísticas y cinematográficas, algunos títulos incluyendo las páginas desplegables de imágenes panorámicas, tipo de proyección en gran pantalla. Dos páginas desplegables en Pompéi : La cité ensevelie (n.º 16; edición en español: Pompeya, la ciudad bajo las cenizas), una presenta la reconstrucción del foro de Pompeya por Léon Jaussely, la otra representa la condición real de la área de teatro en 1859 mediante el uso de los dibujos de Paul-Émile Bonnet, ambos en una vista panorámica.
Al final de cada libro tiene la sección «Testimonios y Documentos», son conjuntos materiales para estudio adicional. A diferencia del «corpus» en color, esta parte siempre está impresa en blanco y negro. «Testimonios» funciona como una antología, proporciona información documental más detallada y registros históricos, incluye archivos hechos conjuntamente por el autor y el editor. Con cada archivo, una entradilla, textos vinculantes y leyendas cortas. Según las obras, los apéndices cierran los «Testimonios y Documentos» con una cronología, un índice, una filmografía, una discografía o una bibliografía. Las fuentes de todas las imágenes siempre se proporcionan en el «índice de ilustraciones» (table des illustrations). La colección también se destaca por su atención al detalle, en la elección del tipo de letra, por ejemplo: Trump Mediaeval para el «corpus», Franklin Gothic para los encabezados, Zapf Dingbats para las comillas latinas, cursiva para las leyendas con una letra capital y la última línea está subrayada.
Las ediciones francesas están impresas por Kapp Lahure Jombart en Évreux, mientras el impresor italiano Gianni Stavro, que ha contribuido en gran medida al desarrollo de las nuevas técnicas utilizadas en la colección, mantiene las reediciones y las coediciones internacionales. Las fijaciones son sólidas, cosidas y no pegadas. Gallimard prometió a los lectores «la más bella colección de bolsillo del mundo».
La colección constaba anteriormente de dieciocho series: Archéologie, Architecture, Art de vivre, Cinéma, Histoire, Histoires naturelles, Invention du monde, Littérature, Mémoire des lieux, Musique et danse, Peinture, Philosophie, Religions, Sciences, Sculpture, Sports et jeux, Techniques y Traditions, que han sido abandonadas. Ahora está reorganizada en torno a siete temas principales con códigos de color: Arts (rojo), Archéologie (marrón), Histoire (azul), Littératures (blanco), Religions (azul oscuro), Culture et société (amarillo) y Sciences et techniques (verde).

## Imagen
La imagen es la parte esencial de «Découvertes Gallimard», la colección se inspiró mucho en el diseño de revistas, lo visual ocupa un lugar central en esta obra. Pero en la década de 1980, la autoedición y la digitalización de fotos no existían, las sofisticadas maquetas fueron totalmente hechas a mano y los iconógrafos recorrieron los museos, las bibliotecas, las galerías y otras agencias de buscar documentos. Hoy, la tecnología ha simplificado todos estos procedimientos pero las dificultades están en otra parte, el estado de la imagen es cada vez más complejo. Los temas contemporáneos a menudo generan costos mucho más altos porque la editorial está obligado a trabajar con agencias fotográficas. Para la elección de documentos, se da prioridad a las imágenes originales e inéditas. Además, los iconógrafos de Découvertes tienen algunos recursos excepcionales, como los dibujos de las ruinas mayas del explorador inglés Frederick Catherwood que decoran el volumen 20 Les cités perdues des Mayas (edición española: Las ciudades perdidas de los mayas).
No es difícil de ilustrar temas como artes, civilizaciones, arqueología ... Pero cuando se trata de un tema como «dolor» (n.º 370 – La douleur : Un mal à combattre) o «desarrollo sostenible» (n.º 495 – Le développement durable : Maintenant ou jamais), se vuelve más delicado. Lo importante es cómo evitar la repetición, entonces la solución se encuentra en un campo en expansión, mediante el uso de documentos históricos, obras de arte y las fotos fijas de cine.

## «Découvertes» y el movimiento de estetización

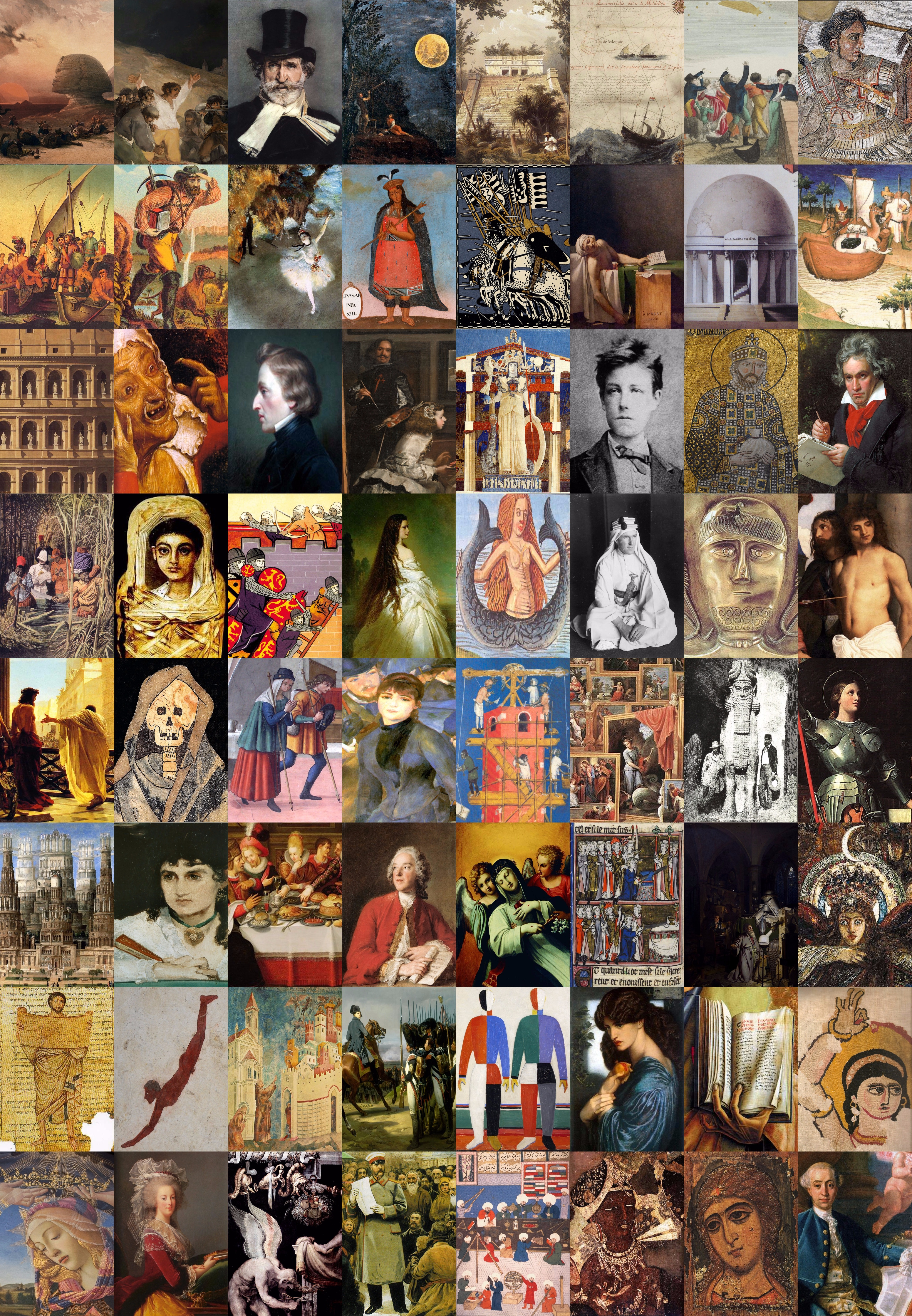
Imágenes utilizadas para las cubiertas de los libros de «Découvertes Gallimard».

La estetización de la vida cotidiana, y por lo tanto la estetización del consumo, son posiblemente las características más fuertes de las sociedades europeas posmodernas. Según los sociólogos Michel Maffesoli y Mike Featherstone, la estetización de la vida cotidiana posmoderna parece surgir de dos movimientos paralelos, ambos arraigados en la modernidad, el llamado «movimiento dual de estetización posmoderna»: primero el hedonismo estético (Maffesoli) y segundo la trivialización del arte (Featherstone). El segundo movimiento es el resultado de la desacademización y desinstitucionalización del arte de los artistas del vanguardismo. Por lo tanto el arte está en cualquier parte y es cualquier cosa, desde radiadores hasta Rembrandt, el «arte es parte de la vida cotidiana». «Découvertes Gallimard» se considera un ejemplo para representar el «arte como parte de la vida cotidiana» dentro de los estudios de casos del movimiento dual de estetización.
Pierre Marchand, director de Gallimard Jeunesse, que creó el nuevo tipo de enciclopedia artística con un diseño dinámico, que sería tanto una revista como una enciclopedia. Siguiendo un orden alfabético resultó en libros que eran demasiado voluminosos. En cambio, Marchand comenzó a descubrir y explotar todas las virtualidades del material impreso, y se dio cuenta de que el libro en sí podría convertirse en una obra de arte en lugar de solo el sustituto del arte. Por lo tanto, nació este nuevo tipo de libros. Al principio estaba reservado para los jóvenes, pero en 1986, «Découvertes Gallimard» fue lanzado para el público adulto general. En esta colección, todos los libros comparten el mismo concepto en cuanto a diseño y apariencia, el diseño y las ilustraciones se consideran muy importantes. Se realiza mucho trabajo e investigación sobre la reproducción de las imágenes y la elección de ilustraciones, y esto se combina con la falta de respeto por la edición convencional de ilustraciones. Los textos se cortan en secciones autónomas, lo que significa que un lector puede comenzar a leer en casi cualquier parte en cualquier página. Un empleado de Gallimard describe que «Découvertes seduce como una revista pero tiene la duración de un libro», tipo de la objetivación de una revista de lujo especializada.
Aunque Pierre Marchand es el visionario e iniciador de «Découvertes», su personal funciona como un equipo estrechamente vinculado en el que cualquiera puede aportar ideas sobre nuevos títulos, autores, imágenes, cubiertas, ..., y luego liderar el proyecto. El personal de «Découvertes» no solo comparte la misma cultura y valores, sino que su oficina está construida intencionalmente como un barco, con Pierre Marchand como «capitán» en el puente. Marchand podría no ser un «maestro artístico», pero sus empleados lo consideran casi como tal. No hay investigadores de mercado ni diseñadores involucrados en la determinación de temas y cualidades visuales. Una estrecha colaboración, más una amistad que una relación comercial, entre Marchand y el impresor italiano Gianni Stavro, ha avanzado el estado del arte en la impresión. La cooperación entre «Découvertes» y sus proveedores se basa en el respeto mutuo y las asociaciones informales en lugar de la compra tradicional y la subcontratación, se supone que los proveedores cooperan entre ellos. «Por ejemplo, el impresor francés tenía un problema con respecto a los pigmentos, por lo que el impresor italiano lo invitó a explicar cómo podía resolver el problema», explicado por un empleado de Gallimard.

## Subcolecciones
- Une autre histoire du ⅩⅩᵉ siècle: Literalmente «Otra historia del siglo ⅩⅩ» (edición en español: Un siglo en imágenes). Una serie cerrada dentro de la colección «Découvertes Gallimard» lanzada en 1999, consta de diez volúmenes para diez décadas, escrita por el historiador francés Michel Pierre e ilustrada con imágenes procedentes de los archivos de la sociedad cinematográfica Gaumont.[2]
- Découvertes Gallimard Hors série: Una subcolección publicada desde 1994. Generalmente, los libros de «Hors série» son aún más pequeños (120 × 170 mm, pero hay excepciones), cada uno consta de 48 páginas con ilustraciones a todo color. La mayoría está dedicada a artistas como Botticelli, Arcimboldo, Fragonard, Soutine, Le Gray, etcétera.
- Découvertes Gallimard Albums: Una subcolección consta de 13 volúmenes, 12 volúmenes lanzados en 1992 y uno en 1994, se utiliza un formato más grande (210 × 270 mm) para ellos.
- Découvertes Gallimard Texto: Una subcolección de 6 volúmenes lanzada en 1998 (124 × 178 mm), inspirada por «testimonios y documentos».[3]
- Découvertes Gallimard Carnet d’expo: Una subcolección creada en 2018, con el formato más pequeño (120 × 170 mm).

Los libros de «Hors série» a menudo se combinan con exposiciones y funciona bien. Mientras que los otros intentos de diversificar la colección a menudo han resultado en rotundos fracasos comerciales: los «Albums» y «Texto». A pesar de un concepto interesante: el uso de fotos fijas procedentes de los archivos de Gaumont para «Une autre histoire du ⅩⅩᵉ siècle», esta serie ha tenido un éxito desigual.

## Recepción
El semanario cultural Télérama elogió la colección: «Los volúmenes de “Découvertes Gallimard” toman el suspenso del cine, tienen la eficiencia del periodismo, el temperamento literario es su encanto, y el arte es su belleza». El erudito literario e historiador alemán Gerhard Prause escribió en su artículo para el periódico Die Zeit, «[la colección es una] aventura de sorpresa, emoción y diversión. El aburrimiento ya se ve impedido por la curiosidad de vívidas ilustraciones que van acompañadas de explicaciones detalladas». El escritor británico Rick Poynor piensa que la colección «es uno de los grandes proyectos de la publicación popular contemporánea». En un artículo del diario argentino La Nación, Eduardo Gudiño Kieffer dijo que los «libros son excelentes auxiliares de intelectuales, escritores, periodistas y estudiantes de distintos aspectos de la cultura … contienen información certera y medulosa … Consiguen una “duración” cognoscitiva difícil de lograr en la fugacidad mediática. Además, son muy bonitos.» El crítico de arte John Russell consideró que estos libros contienen información única, como la autoridad de Claudio Eliano sobre la musicalidad de elefante o la mirada precisa del cometa Halley como fue representado en 1835. El editor británico Raleigh Trevelyan menciona «Abrams Discoveries», la edición estadounidense de «Découvertes Gallimard», en The New York Times, dice que «todos los volúmenes de la serie “Discoveries” están ingeniosamente diseñados».
Según la revista francesa L’Expansion, otras críticas positivas incluyen The Mail on Sunday: «Revolucionario... Literalmente espectacular...»; The Times: «Una colección muy nueva y llena de audacia»; Die Zeit: «Tan pronto como abras estos libros manejables, ya no podrás alejarte de ellos»; The New York Times Book Review: «Una colección que recuerda las enciclopedias del siglo XIX, donde la inteligencia iba de la mano con la curiosidad».
A pesar de todos los favores a su calidad y atractivo diseño visual, la colección sufre un problema de identidad y visualización en las librerías: ¿dónde poner los libros de «Découvertes»? ¿Cómo libros para jóvenes o para adultos? ¿Con los libros de bolsillo o con las obras documentales de ciencias humanas? Y opta por poner separadamente en las estanterías según los temas. La competencia requiere, muchos libreros renuncian a las exposiciones que estaban reservadas exclusivamente para «Découvertes». Más aún, debido a una gestión de inventario bastante apretada en Gallimard, los títulos completos nunca están disponibles al mismo tiempo, lo cual no es apreciado por la clientela. El problema de la identificación también está latente en la prensa, los periodistas, incluso si ellos siempre están encantados personalmente, para recibir los nuevos títulos en servicio de prensa, no estarían demasiado entusiasmados con la presentación de un simple libro de bolsillo en sus artículos, incluso si es un título nuevo y no una reimpresión.

## Edición en español
Una pequeña parte de la colección ha sido traducida al español, y fue publicada la primera vez en España entre 1989 y 1992 por la editorial madrileña Aguilar, S. A. de Ediciones bajo el título «Aguilar Universal: la enciclopedia de bolsillo», con el eslogan «Jamás se vieron tantas cosas entre la primera y la última página de un libro». La colección «Aguilar Universal» está organizada alrededor de las siete áreas: Arte, Arqueología, Aventuras, Ciencias, Historia, Religiones y Tradiciones.

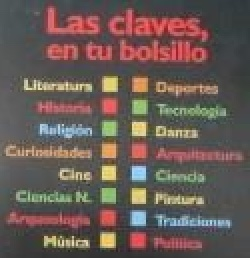
El código de cinco colores de la colección «Biblioteca de bolsillo CLAVES»

Los derechos de la publicación pasaron a la editorial barcelonesa Ediciones B para España e Hispanoamérica a finales de la pasada década de los 90, esta colección se llamó «Biblioteca de bolsillo CLAVES», el lanzamiento inicial se ha realizado con ocho títulos en 1997. La colección «CLAVES» está organizada según un código de cinco colores. El rojo reúne los temas de historia, arqueología, arquitectura y política. El amarillo, los de música, literatura, danza, cine y pintura. El azul, los de religión y tradiciones. El naranja, los de deportes y curiosidades. Y el verde los de ciencia, tecnología y ciencias naturales.
La experiencia en castellano de «Découvertes Gallimard» no tuvo su punto final con Ediciones B, la más nueva edición fue publicada entre 2011 y 2015 por Blume, la también editorial barcelonesa. Esta nueva colección se ha bautizado como «Biblioteca ilustrada», y se compone de cuatro series de un total de 20 tomos.

## Adaptación documental
Desde 1997, en coproducción con Arte France y Trans Europe Film, en colaboración con Gallimard, comenzó la adaptación de la colección «Découvertes», transmitida por Arte en la serie documental La aventura humana.
Lista de los documentales
A.U. = Aguilar Universal; B.I. = Biblioteca ilustrada; B.B.C. = Biblioteca de bolsillo CLAVES.
| Documental                                   | Traducción literal                           | Director                | Voz en off                                                                               | Año  | Adaptación de                                                  | Edición española                                                         | Autor                                  |
| -------------------------------------------- | -------------------------------------------- | ----------------------- | ---------------------------------------------------------------------------------------- | ---- | -------------------------------------------------------------- | ------------------------------------------------------------------------ | -------------------------------------- |
| Il était une fois la Mésopotamie             | «Érase una vez en Mesopotamia»               | Jean-Claude Lubtchansky | François Marthouret, Corinne Jaber, Jean-Claude Lubtchansky                              | 1998 | Il était une fois la Mésopotamie (n.º 191)                     | —                                                                        | Jean Bottéro, Marie-Joseph Stève       |
| Quand le Japon s’ouvrit au monde             | «Cuando Japón se abrió al mundo»             | Jean-Claude Lubtchansky | François Marthouret, Michel Duchaussoy                                                   | 1998 | Quand le Japon s’ouvrit au monde (n.º 99)                      | —                                                                        | Francis Macouin, Keiko Omoto           |
| Galilée, le messager des étoiles             | «Galileo, el mensajero de las estrellas»     | Jean-Claude Lubtchansky | François Marthouret, Ruggero De Pas                                                      | 1998 | Galilée : Le messager des étoiles (n.º 10)                     | Galileo, mensajero de las estrellas (A.U., n.º 14)                       | Jean-Pierre Maury                      |
| Vers Tombouctou : L’Afrique des explorateurs | «Hacia Tombuctú: África de los exploradores» | Jean-Claude Lubtchansky | François Marthouret, Yves Lambrecht, Richard Sammel                                      | 1999 | Vers Tombouctou : L’Afrique des explorateurs II (n.º 216)      | —                                                                        | Anne Hugon                             |
| Les cités perdues des Mayas                  | «Las ciudades perdidas de los mayas»         | Jean-Claude Lubtchansky | François Marthouret, Marc Zammit                                                         | 2000 | Les cités perdues des Mayas (n.º 20)                           | Las ciudades perdidas de los mayas (A.U., n.º 17)                        | Claude-François Baudez, Sydney Picasso |
| Champollion, un scribe pour l’Égypte         | «Champollion, un escriba para Egipto»        | Jean-Claude Lubtchansky | Françoise Fabian, Jean-Hugues Anglade                                                    | 2000 | Champollion : Un scribe pour l’Égypte (n.º 96)                 | —                                                                        | Michel Dewachter                       |
| Léonard de Vinci                             | «Leonardo da Vinci»                          | Jean-Claude Lubtchansky | Aurore Clément, Gérard Desarthe                                                          | 2001 | Léonard de Vinci : Art et science de l’univers (n.º 293)       | Leonardo da Vinci: Arte y ciencia del universo (B.I., n.º 12)            | Alessandro Vezzosi                     |
| L’empire des nombres                         | «El imperio de los números»                  | Philippe Truffault      | Denis Guedj                                                                              | 2001 | L’empire des nombres (n.º 300)                                 | El imperio de las cifras y los números (B.B.C., n.º 10)                  | Denis Guedj                            |
| La Terre des Peaux-Rouges                    | «La tierra de los Pieles Rojas»              | Jean-Claude Lubtchansky | Serge Avédikian, François Marthouret                                                     | 2002 | La Terre des Peaux-Rouges (n.º 14)                             | El Ocaso de los Pieles Rojas (A.U., n.º 22)                              | Philippe Jacquin                       |
| Angkor, la forêt de pierre                   | «Angkor, el bosque de piedra»                | Jean-Claude Lubtchansky | Serge Avédikian, Sylvie Moreau                                                           | 2002 | Angkor : la forêt de pierre (n.º 64)                           | —                                                                        | Bruno Dagens                           |
| Darwin et la science de l’évolution          | «Darwin y la ciencia de la evolución»        | Valérie Winckler        | Claude Aufaure, Valérie Winckler                                                         | 2002 | Darwin et la science de l’évolution (n.º 397)                  | —                                                                        | Patrick Tort                           |
| Le Mystère des sources du Nil                | «El misterio de las fuentes del Nilo»        | Stéphane Bégoin         | Séverine Lathuillière, Jacques-Henri Fabre, Vincent Grass, José Luccioni, Serge Marquant | 2003 | L’Afrique des explorateurs : Vers les sources du Nil (n.º 117) | La gran aventura africana, exploradores y colonizadores (B.B.C., n.º 20) | Anne Hugon                             |

## Libros sobre temas de España
- Bernadac, Marie-Laure; du Bouchet, Paule (6 de septiembre de 2007). Picasso : Le sage et le fou. Col. «Découvertes Gallimard» (nº 4) (en francés) (nueva edición). París, Francia: Éditions Gallimard (publicado el 1986). ISBN 9782070346493. Consultado el 20 de agosto de 2017. (Traducido al español: Picasso, artista y bohemio)

- Baticle, Jeannine (21 de noviembre de 1986). Goya d’or et de sang. Col. «Découvertes Gallimard» (nº 7) (en francés). París, Francia: Éditions Gallimard. ISBN 9782070530236. Consultado el 20 de agosto de 2017. (Traducido al español: Goya, de sangre y oro)

- Baticle, Jeannine (10 de noviembre de 1989). Velázquez : Peintre hidalgo. Col. «Découvertes Gallimard» (nº 73) (en francés). París, Francia: Éditions Gallimard. ISBN 2070530930. Consultado el 20 de agosto de 2017. (Traducido al español: Velázquez, el pintor hidalgo)

- Lequenne, Michel (23 de junio de 2005). Christophe Colomb : Amiral de la mer Océane. Col. «Découvertes Gallimard» (nº 120) (en francés) (nueva edición). París, Francia: Éditions Gallimard (publicado el 1991). ISBN 2070314707. Consultado el 20 de agosto de 2017. (Traducido al español: Cristóbal Colón: Almirante de la mar Océana)

- Torres Guardiola, Pascal (22 de mayo de 1992). Barcelone, la passion de la liberté. Col. «Découvertes Gallimard» (nº 142) (en francés). París, Francia: Éditions Gallimard. ISBN 2070531872. Consultado el 25 de julio de 2017.

- Pelletier, Claude (22 de mayo de 1992). L’heure de la corrida. Col. «Découvertes Gallimard» (nº 144) (en francés). París, Francia: Éditions Gallimard. ISBN 2070531899. Consultado el 20 de agosto de 2017.

- Barral i Altet, Xavier (13 de mayo de 1993). Compostelle : Le grand chemin. Col. «Découvertes Gallimard» (nº 174) (en francés). París, Francia: Éditions Gallimard. ISBN 9782070532490. Consultado el 20 de julio de 2017.

- Lolivier-Rahola, Glòria; Punyet-Miró, Joan (18 de marzo de 2004). Miró : Le peintre aux étoiles. Col. «Découvertes Gallimard» (nº 186) (en francés) (nueva edición). París, Francia: Éditions Gallimard (publicado el 1993). ISBN 9782070315444. Consultado el 20 de agosto de 2017. (Traducido al español: Miró, el pintor de las estrellas)

- Pérez, Joseph (25 de enero de 1994). Charles Quint : Empereur des deux mondes. Col. «Découvertes Gallimard» (nº 197) (en francés). París, Francia: Éditions Gallimard. ISBN 2070532372. Consultado el 20 de agosto de 2017. (Traducido al español: Carlos V, soberano de dos mundos)

- Gaillemin, Jean-Louis (10 de octubre de 2001). Gaudí : Bâtisseur visionnaire. Col. «Découvertes Gallimard» (nº 408) (en francés). París, Francia: Éditions Gallimard. ISBN 9782070761654. Consultado el 20 de agosto de 2017. (Traducido al español: Gaudí: Arquitecto visionario)

- Gaillemin, Jean-Louis (13 de mayo de 2004). Dalí : Le Grand Paranoïaque. Col. «Découvertes Gallimard» (nº 453) (en francés). París, Francia: Éditions Gallimard. ISBN 9782070763481. Consultado el 20 de agosto de 2017. (Traducido al español: Dalí: El gran paranoico)

- Godicheau, François (14 de septiembre de 2006). La guerre d’Espagne : De la démocratie à la dictature. Col. «Découvertes Gallimard» (nº 492) (en francés). París, Francia: Éditions Gallimard. ISBN 9782070318469. Consultado el 20 de julio de 2017.